# Teatro Olimpico (Roma)
Il Teatro Olimpico di Roma, attivo come Cine-Teatro Olimpico dal 1936 e come Teatro Olimpico dal 1981, è uno dei più importanti teatri storici di Roma. È locato in Piazza Gentile da Fabriano sul lungotevere Flaminio, all'altezza del ponte della Musica.
Il teatro ospita, all'interno delle proprie stagioni, spettacoli di danza, prosa, commedia, musical, cabaret e one-man-show ed è anche la sede della maggior parte degli spettacoli organizzati dalla Accademia Filarmonica Romana, prestigiosa istituzione musicale della capitale.

## Storia
L'intero isolato di cui fa parte l'odierna struttura del Teatro Olimpico fu costruito dalla ditta “Garbarino, Sciaccaluga e Mezzacane” negli anni 1935 – 36 per conto della Società generale immobiliare, che aveva acquistato la proprietà dalla Banca Commerciale Italiana nel 1935; erano gli anni (1920 – 30) in cui sorgevano il quartiere Flaminio e il Foro Italico.
Dalla fine degli anni trenta fino agli anni cinquanta – con una interruzione dovuta alla guerra – il teatro, inizialmente affidato alla “Gestim” e successivamente locato alla “Esercizi Cinematografici Italiani s.p.a.”, funzionò principalmente come cinema, ospitando, durante gli intervalli, esibizioni di avanspettacolo: ciò spiega perché fin dalle origini la struttura era provvista sia di camerini e attrezzature teatrali, sia dei macchinari necessari alle proiezioni cinematografiche.
Dal secondo dopoguerra, l'Accademia Filarmonica Romana ebbe in locazione il teatro ai fini dello svolgimento della propria stagione musicale. L'Accademia conobbe nel dopoguerra un periodo di grande impulso sotto la Presidenza di Adriana Panni, donna molto intraprendente e di raffinata cultura, che riuscì a stringere relazioni personali con i più grandi musicisti italiani e stranieri del tempo.
Tra i concerti più importanti tenutisi al Teatro Olimpico, va ricordato quello del 4 marzo 1965 diretto da Pierre Boulez, che vedeva in programma per la prima volta in Italia Abramo e Isacco di Igor Stravinskij e per la prima volta in Europa Elegia per Kennedy, sempre del celebre compositore russo. Tra gli altri interpreti e autori che si sono esibiti al Teatro Olimpico, si possono menzionare Arturo Benedetti Michelangeli, Jessye Norman, Zubin Mehta, Bernard Thomas, Giuseppe Sinopoli, Luigi Dallapiccola.
Nel 1980 si costituì la Teatro Olimpico s.p.a., partecipata anche dall'Accademia Filarmonica Romana, costituita su una base di azionariato diffuso e grazie alla partecipazione di illuminati professionisti, imprenditori, intellettuali e amanti della musica che gravitavano intorno alla Accademia Filarmonica. Adriana Panni fu la prima a ricoprirne la presidenza. La società acquistò l'immobile, che detiene ad oggi, dalla Società Generale Immobiliare.
Dal 1981 si registrò una intensificazione nella programmazione di spettacoli più prettamente teatrali, di danza e comici, di larga fruizione, frutto delle scelte del management della Teatro Olimpico s.p.a.; le stagioni andarono caratterizzandosi per l'eclettismo,  la varietà e il coraggio di innovare, con cartelloni sempre dominati dai protagonisti della cultura e dello spettacolo nazionale e internazionale: dai mattatori della comicità (Gigi Proietti, Enrico Brignano, Aldo, Giovanni e Giacomo, Vincenzo Salemme), alla danza internazionale (Momix, Michail Baryšnikov, Joaquín Cortés, Lindsay Kemp, Maurice Béjart, Bol'šoj Ballet, Antonio Gades) a progetti più autoriali come quelli di Giorgio Gaber e Dario Fo.
Nella stagione 2009/2010 il Teatro Olimpico risulta il secondo teatro di Roma e il settimo d'Italia per afflusso di spettatori secondo le classifiche stilate dall'A.g.i.s.
Attualmente la Teatro Olimpico s.p.a. è presieduta da Francesca Romana Pugliese.
Lucia Bocca Montefoschi, socia fondatrice e presente nel Consiglio di amministrazione dalla formazione della società, ricopre entrambe le cariche di Amministratore delegato e Direttore artistico.
Dal 1980, hanno ricoperto la carica di Presidente:
- Adriana Panni (1980 – 1994)
- Edoardo Pugliese (1994 – 2003)
- Giovanni Chiarion Casoni (2003 – 2006)
- Lucia Bocca Montefoschi (2006 – 2007)
- Francesca Romana Pugliese (2007 – oggi)

## Struttura
Il Teatro Olimpico è incluso nel complesso edilizio che occupa la parte nord dell'isolato delimitato da Piazza Gentile da Fabriano, dal Lungotevere Flaminio, da Viale del Vignola e da Via Giorgio Vasari. La zona è centrale e ben collegata, attraverso il Lungotevere, con tutta la città; è inoltre circondata da ampie strade in gran parte alberate.
Il teatro è stato recentemente ristrutturato con un adeguamento tecnico alle più moderne esigenze dello spettacolo e con un restauro che ha portato alla luce l'originario aspetto architettonico di stile tardo – razionalista.
La costruzione è realizzata in cemento armato, con solai di tipo misto e murature non portanti in mattoni pieni o forati o pietrame. Le facciate sono nel tipico stile dell'epoca, con largo impiego di travertino sia nell'altissima fascia di zoccolo basamentale, che nelle riquadrature dei vani di ingresso e delle finestre.
La sala è importante (1410 posti) ed è attrezzata per ospitare manifestazioni teatrali e musicali, oltre che per l'attività cinematografica; è molto larga e arredata con poltrone disposte ad anfiteatro. I posti in platea sono 966, disposti nella cavea in pendenza su linee a quota costante, ad anfiteatro. La galleria ha un'ampia forma a ferro di cavallo con le gradinate dei posti su linee curvilinee: ci sono 444 posti. Il palcoscenico misura circa 10 metri di profondità per 12 di larghezza, con pavimento in legno smontabile e fossa per l'orchestra.
La struttura è provvista anche di un foyer a rotonda circolare, ampi corridoi e spazi interni sia a pianterreno che in galleria al piano rialzato. Al loro interno è ancora possibile ammirare alcune realizzazioni scenografiche utilizzate per importanti spettacoli del passato, quali le scene-forme dorate per la Messa di Igor Strawinsky realizzate da Corrado Cagli (Teatro Olimpico, 29, 30, 31 ottobre 1975), il fondale per l'Histoire du Soldat di Igor Strawinsky realizzato da Giacomo Manzù (Teatro Olimpico, 11 – 14 ottobre 1966), la scenografia realizzata da Alfred Silbermann per la Messa di Igor Strawinsky (Teatro Olimpico 6 dicembre 2001), e la scultura di Mirko per Chordination, dai Tre misteri di Niccolò Castiglioni (Teatro Olimpico, 2, 3, 4 ottobre 1968).

## Programmazione
Il Teatro Olimpico ospita, all'interno delle proprie stagioni, spettacoli di danza, prosa, commedia, musical, cabaret e one-man-show.
Una attenzione particolare negli anni è stata riservata alla danza. Da ricordare, nell'ambito del balletto, le esibizioni del Bol'šoj Ballet (23 – 26 settembre 1996), le produzioni targate Baryshnikov (White Oak Dance Project, 10 – 15 ottobre 1995), e l'American Ballet Theatre II (in programma per marzo 2011); nell'ambito delle espressioni più legate al contemporaneo, gli spettacoli del Béjart Ballet Lausanne (ottobre 2004), la Lindsay Kemp Company, esibitasi nel febbraio del 1989 in Sogno di una notte di mezza estate, nel febbraio del 1993 in Dream and the big parade e in altre occasioni ancora, e soprattutto i Momix, la celebre creatura di Moses Pendleton, ospite fissa del Teatro Olimpico con spettacoli quali Dance Theatre (aprile 1982), Baseball (novembre 1996), Bothanica (in programma per marzo 2011, già ospite nella stagione 2009 – 2010), e altri ancora.
Il teatro ha avuto ospiti illustri anche nel campo della musica pop e d'autore: da citare i Marillon (febbraio 1988), i Nomadi, i Pooh (Musica dentro in tour, 25 – 30 ottobre 1994), Lucio Dalla (Henna, 5 – 7 aprile 1994), Giorgio Gaber (Un'idiozia conquistata a fatica, 28 gennaio 1998); tra i mattatori della comicità, vanno ricordati gli spettacoli di Gigi Proietti (A me gli occhi, maggio 1996), Enrico Brignano, Vincenzo Salemme, Maurizio Battista, Aldo Giovanni e Giacomo, Neri Marcorè, Ale e Franz, Gioele Dix.